# Kpali
Kpali es una película de comedia nigeriana de 2019 dirigida por Ladipo Johnson y producida por Emem Ema, protagonizada por Ini Dima-Okojie, Nkem Owoh, Gloria Anozie Young, Linda Ejiofor y Kunle Remi. 'Kpali' es un término que se reconoce generalmente en la cultura popular nigeriana como un término para pasaporte o certificados que se aplicó de la misma manera en la película.

## Sinopsis
Amaka Kalayor es una soltera veinteañera adicta al trabajo que vive en Londres y no tiene tiempo para nada más que su trabajo. Sus padres constantemente le piden que se case y tienen la oportunidad perfecta cuando Amaka es enviada a Nigeria junto con su colega, Jack Hunter, para cerrar un trato multimillonario. Sin embargo ignoran que la apacidad de su hija de permanecer en Londres y conservar su visa (kpali) depende de un plazo de 30 días según el resultado del trato. Los padres de Amaka confunden a Jack con su prometido y simplemente ven la oportunidad de celebrar dos bodas: la de Amaka y la de su hermana Anuli. Amaka se debate entre dos hombres cuando se acerca a su colega, Jack, y al primo de su cuñado, Jidenna.

## Elenco
- Ini Dima-Okojie como Amaka Kalayor
- Torin Pocock como Jack Hunter
- Nkem Owoh como el Sr. Kalayor
- Gloria Anozie-Young como la Sra. Kalayor
- Linda Ejiofor como la hermana de Amaka, Anuli
- Kunle Remi como Jidenna
- IK Osakioduwa
- Uzor Arukwe
- Ley Seyi

## Producción y lanzamiento
La película fue rodada en diferentes lugares de Lagos y Londres. Se estrenó en cines el 20 de diciembre de 2019.

## Recepción
Gbenga Bada de Pulse Nigeria en su reseña dijo que "Kpali no es totalmente predecible, sin embargo, es divertida, identificable y es el tipo de película de comedia que a la mayoría de los nigerianos les encanta.
Toni Kan de Lagos Review en su reseña destacó "Pero a medida que avanzan las películas de Nollywood, esta es una para sentirse bien y una muy identificable que atraerá a los millennials que luchan contra la transición de la dependencia a la independencia mientras eluden esa molesta pregunta: Nne, ¿cuándo te casas?".
Nollywood Reinvented comparó ver a Kpali con "ver una parodia prolongada que simplemente se niega a terminar".